# 優しさは雨のように
「優しさは雨のように」（やさしさはあめのように）は、CooRieの楽曲。同グループ11枚目のシングルとして2007年10月24日にLantisから発売された。

## 概要
前作「クロス＊ハート」から9ヶ月ぶりのリリースとなる2007年2作目のシングル。「風 〜スタートライン〜/月明かりセレナード」以来3作ぶりにメインレーベルからの発売となる。
表題曲「優しさは雨のように」は、テレビアニメ『D.C.II 〜ダ・カーポII〜』のエンディングテー
マとして使用された。ジャケットには、同アニメに登場するキャラクターである朝倉音姫の周囲を桜の木が囲んでいる様子が描かれている。また、yozuca*が歌うオープニングテーマ『サクラキミニエム』との同時リリース。録音は、渋谷区道玄坂の文化村スタジオで行われた。
本作で、過去最高位となる19位を獲得した。

## 収録曲
（全作詞・作曲：rino）
1. 優しさは雨のように [5:12]
編曲：大久保薫
2. 恋想モジュレーター [4:07]
編曲：中西亮輔
3. 優しさは雨のように（off vocal）
4. 恋想モジュレーター（off vocal）

## 楽曲解説
優しさは雨のように
自身の中でCooRie的『D.C. 〜ダ・カーポ〜』の集大成のような楽曲であり、色々チャレンジした結果、自分が描く『D.C. 〜ダ・カーポ〜』の形の原点に戻ることができたような楽曲であるとのこと。
「D.C. 〜ダ・カーポ〜」っぽいや「CooRie」っぽいということに迷ってきたが、それを切り開いていくのは自分であると気付き、先を作っていくということで「D.C. 〜ダ・カーポ〜」を作ろうや「CooRie」を作ろうといった葛藤があった時期で、もう一度『D.C. 〜ダ・カーポ〜』を描くという事、『CooRieがD.C. 〜ダ・カーポ〜を描く』という事と自分自身がアニメーションの仕事をしているのだと再認識させられ、ふっと力が抜けて製作された曲になったと語っている。

## タイアップ
| 曲名               | タイアップ                                                |
| ------------------ | --------------------------------------------------------- |
| 優しさは雨のように | テレビアニメ『D.C.II 〜ダ・カーポII〜』エンディングテーマ |

## 収録作品

### CD
| 曲名               | 収録アルバム | 備考                                                                        |
| ------------------ | ------------ | --------------------------------------------------------------------------- |
| 優しさは雨のように | 旋律のフレア | 3作目のオリジナルアルバム。                                                 |
| 優しさは雨のように | dolce3       | テレビアニメ『D.C.II 〜ダ・カーポII〜』のボーカルアルバム。TVサイズで収録。 |

### DVD
| 発売日             | タイトル                      | 備考                 |
| 優しさは雨のように | 優しさは雨のように            | 優しさは雨のように   |
| ------------------ | ----------------------------- | -------------------- |
| 2007年12月26日     | D.C.II 〜ダ・カーポII〜 Vol.0 | ライブイベント映像。 |

## クレジット
| Performed by CooRie | Performed by CooRie         |
| ------------------- | --------------------------- |
| Producer            | YOSHIYUKI ITO（Lantis）     |
| A&R                 | YUKA SAKURAI（Lantis）      |
| A&R                 | SHIGERU SAITO（Lantis）     |
| Artist management   | JUNICHI DOI（Peak A Soul+） |
| Engineer            | 小林敦                      |
| Engineer            | 白井康裕                    |
| Illustration        | KAYURAYUKA                  |
| Design              | OverDriveDesign             |
| Thanks              | CIRCUS                      |
| Executive producer  | SHUNJI INOUE（Lantis）      |

### 参加ミュージシャン
| 優しさは雨のように | 優しさは雨のように     |
| ------------------ | ---------------------- |
| Drums              | 宮田繁男               |
| Bass               | 入江太郎               |
| Gt                 | 高山一也               |
| Piano              | 柴田俊文               |
| Strings            | 大先生室屋ストリングス |

| 恋想モジュレーター | 恋想モジュレーター     |
| ------------------ | ---------------------- |
| Guitar             | 飯室博                 |
| Strings            | 大先生室屋ストリングス |